# Гренад
Грена́д (фр. Grenade, окс. Granada) — коммуна во Франции, находится в регионе Юг — Пиренеи. Департамент — Верхняя Гаронна. Административный центр кантона Гренад. Округ коммуны — Тулуза.
Код INSEE коммуны — 31232.

## География
Коммуна расположена приблизительно в 580 км к югу от Парижа, в 23 км к северо-западу от Тулузы.
По территории коммуны протекают реки Гаронна и Сав.

## Климат
Климат умеренно-океанический. Зима мягкая и снежная, весна характеризуется сильными дождями и грозами, лето сухое и жаркое, осень солнечная. Преобладают сильные юго-восточные и северо-западные ветры.
| Показатель                                                                                        | Янв. | Фев. | Март | Апр. | Май  | Июнь | Июль | Авг. | Сен. | Окт. | Нояб. | Дек. | Год   |
| ------------------------------------------------------------------------------------------------- | ---- | ---- | ---- | ---- | ---- | ---- | ---- | ---- | ---- | ---- | ----- | ---- | ----- |
| Средний суточный максимум, °C                                                                     | 8,7  | 10,7 | 14,1 | 16,7 | 20,5 | 24,5 | 27,4 | 27,2 | 24,1 | 18,8 | 12,8  | 9,2  | 17,9  |
| Средняя температура, °C                                                                           | 5,1  | 6,5  | 9,2  | 11,7 | 15,2 | 18,9 | 21,3 | 21,3 | 18,5 | 14   | 8,9   | 5,9  | 13,4  |
| Средний суточный минимум, °C                                                                      | 1,6  | 2,4  | 4,3  | 6,6  | 9,8  | 13,2 | 15,3 | 15,3 | 12,9 | 9,2  | 5     | 2,5  | 8,2   |
| Норма осадков, мм                                                                                 | 52,4 | 46,3 | 51,6 | 63,9 | 73,3 | 60,2 | 40,8 | 48,3 | 53,5 | 52,2 | 52,2  | 55,4 | 649,8 |
| Источник: Le climat à Toulouse (en °C et mm, moyennes mensuelles 1878/2008 et records depuis 1878 |      |      |      |      |      |      |      |      |      |      |       |      |       |

## Население
Население коммуны на 2010 год составляло 8074 человека.
| 1962 | 1968 | 1975 | 1982 | 1990 | 1999 | 2010 |
| ---- | ---- | ---- | ---- | ---- | ---- | ---- |
| 3394 | 4108 | 4540 | 4784 | 5026 | 5760 | 8074 |

## Администрация
| Период | Период | Фамилия         | Партия                   | Примечания                                |
| ------ | ------ | --------------- | ------------------------ | ----------------------------------------- |
| 1989   | 1992   | Жан-Клод Гуз    | Социалистическая партия  |                                           |
| 1992   | 1995   | Жан-Жак Апин    | Социалистическая партия  |                                           |
| 1995   | 2001   | Жан Гарро       |                          |                                           |
| 2001   | 2008   | Жан-Жак Апин    | Социалистическая партия  | президент сообщества коммун Сав и Гаронна |
| 2008   | 2012   | Реми Андре      | Радикальная левая партия | президент сообщества коммун Сав и Гаронна |
| 2012   | 2020   | Жан-Поль Дельма | Разные левые             |                                           |

## Экономика
В 2010 году среди 5111 человек трудоспособного возраста (15—64 лет) 3991 были экономически активными, 1120 — неактивными (показатель активности — 78,1 %, в 1999 году было 71,5 %). Из 3991 активных жителей работали 3599 человек (1898 мужчин и 1701 женщина), безработных было 392 (178 мужчин и 214 женщин). Среди 1120 неактивных 372 человека были учениками или студентами, 387 — пенсионерами, 361 были неактивными по другим причинам.

## Достопримечательности
- Церковь Успения Божьей Матери (XIII век). Исторический памятник с 1951 года[4]
- Бывший монастырь урсулинок (XVII век). Исторический памятник с 1988 года[5]
- Крытый рынок (XVI век). Исторический памятник с 1979 года[6]
- Мост через реку Сав (XIV век). Исторический памятник с 1926 года[7]

## Города-побратимы
- Истрана (Италия, с 1989)

## Фотогалерея
- Мэрия
- Церковь Успения Божьей Матери
- Интерьер церкви Успения Божьей Матери
- Монастырь урсулинок
- Крытый рынок
- Мост через реку Сав